# Влахов, Димитр
Димитар Янакиев Влахов (болг. Димитър Янакиев Влахов, макед. Димитар Влахов; 8 ноября 1878, Кукуш — 7 апреля 1953, Белград) — македонский и болгарский революционер, общественно-политический деятель, с 1946 по 1947 годы руководитель Социалистической Республики Македонии в составе СФРЮ. Один из идеологов македонизма. Известен под псевдонимами Д. Владиславов, Д. Казановски, Д. Калиновски, Данаилов, Константин, Марсель Вальтер, Казановский, Шварц, Чернев, Константин.

## Биография

### Ранние годы
Родился 8 ноября 1878 в городе Кукуш (ныне Килкис, Греция). По национальности болгарин. Брат революционера Христо Влахова, племянник инженера Христо Станишева (руководителя Верховного македонско-одринского комитета). Учился с 1894 по 1897 годы в Солунской болгарской мужской гимназии, откуда был исключён за революционные настроения. Окончил Первую мужскую софийскую гимназию, работал учителем в Белоградчике. Изучал химию в университетах Германии и Швейцарии, окончил Софийский университет в 1903 году. С молодости поддерживал Болгарскую рабочую социал-демократическую партию, работал с Македонско-одринской социал-демократической группой. В Швейцарии установил связи с Македонским тайным революционным комитетом. Ему также приписываются связи с масонским движением и сионистами.

### ВМОРО
С 1903 года Влахов учился в Софийской школе офицеров запаса, но во время Илинденского восстания дезертировал и вернулся в Македонию. После подавления восстания перебрался в Солунскую болгарскую мужскую гимназию работать преподавателем. Был принят во Внутреннюю македонско-одринскую революционную организацию, избран в ЦК и назначен руководителем отделением ВМОРО в Салониках вместе с Георгием Мончевым. Летом 1904 года арестован за революционную деятельность и уволен из гимназии, в 1905 году освобождён и вернулся в Болгарию, где был осуждён на три месяца заключения за дезертирство из армии. Продолжил работать преподавателем в Казанлыке, в 1908 году снова вернулся в Солунскую гимназию, где сблизился с левым крылом ВМОРО.

### Политик в Османской империи
После Младотурецкой революции в 1908 году Влахов включился в политическую жизнь македонских болгар. Он был одним из руководителей образованной в Салониках Серской группы — Народной федеративной партии (болгарской секции). В 1908 году на парламентских выборах он прошёл в турецкий парламент и стал редактором газеты «Народна воля». В сентябре 1910 года газету запретили, а самого Влахова оштрафовали на 10 лир и приговорили к 10 суткам ареста. Роспуск Народной федеративной партии привёл к активизации групп болгарских евреев, ведомых Авраамом Бенароя и Ангелом Томовым. Они поддерживали БРСДП и издавали газету «Работнически вестник» на болгарском и иврите. Благодаря Димитару Влахову появилась газета «Солидаридад Оврадера», издававшаяся еврейской социалистической рабочей федерацией, которую также основал Влахов. Позднее Димитар перешёл в Османскую социалистическую партию и с февраля 1912 года стал издавать газету «Мюджаделе». В 1912 году на парламентских выборах он снова был избран в парламент и поддержал идею образования еврейского государства и переезда туда всех евреев мира. Давид Бен-Гурион, который в 1911 году переехал в Салоники, чтобы изучить турецкий язык и получить диплом юриста, парадоксально утверждал: «Влахов больше по целям сионист, поскольку все евреи — социалисты». В 1912 году Влахов был избран председателем Первого конгресса Профсоюза работников табачной промышленности в Салониках. В 1913 году греческие власти арестовали его и экстрадировали в Болгарию как потенциального шпиона (это было в разгар Второй Балканской войны.

### На службе в Болгарии
В ходе Балканских войн и Первой мировой войны Влахов работал в Министерстве иностранных дел: с поддержки Симеона Радева он был назначен главой консульского отдела. Был болгарским консулом в Одессе, с его финансовой помощью с 1914 по 1915 годы в Одессе издавался журнал на русском языке «Балканский голос», который призывал к объединению Македонии и Болгарии. Журнал пользовался популярностью у болгарского общества «Братство». После начала Первой мировой войны Влахов был мобилизован в армию и назначен руководителем оккупированных Штипа и Приштины, а также торговым представителем и генеральным консулом Болгарии в Киеве. Окончание Первой мировой войны и образование ВМРО в 1920 году позволило Влахову войти в ЦК как представителю левого крыла. Он же стал секретарём Торговой палаты в Варне.

### Специально уполномоченный член ВМРО
Тодор Александров, руководитель новообразованной ВМРО, назначил Влахова ответственным за установление дипломатических отношений Болгарии и Советской России, а также обязал его добиться поддержки ВМРО со стороны большевиков. Христиан Раковский, кум Александрова, был назначен связным Влахова как известный деятель Коминтерна, а ещё одним помощником Влахова стал зять Александрова Михаил Монев. В июле 1923 года делегация тайно отправилась в Москву, не сообщив об этом важным людям в ЦК ВМРО — ни Александру Протогерову, ни Петру Чаулеву. Делегацию встретили Ф.Э.Дзержинский, К.Б.Радек, Г.В.Чичерин и М.А.Трилиссер. В то время в Москве были Филип Атанасов и Славе Иванов, которые также хотели переговорить с делегацией Дзержинского.
По возвращении из СССР Влахов сообщил в докладе, что СССР сочувствует македонскому освободительному движению и имеет желание поддерживать дальнейший контакт. Димитар своими силами вскоре образовал Македонский научный институт, а в 1924 году был назначен торговым представителем Болгарии в Вене. Там же по поручению ЦК ВМРО он связался с Балканским секретариатом Коминтерна и подписал в 1924 году Майский манифест. Манифест предполагал объединение всех коммунистических партий Балкан и их действия по свержению монархического строя в Югославии. Влахов принял позднее участие в организации новой, объединённой ВМРО, которая отрицала политику насилия и терроризма, одобряемую Ванчо Михайловым. Когда произошёл разрыв между ВМРО и Коминтерном, Михайлов обвинил Влахова в предательстве интересов македонского национального освободительного движения и приговорил его к смерти.

### Болгарская коммунистическая партия
С того момента, как Влахов отказался от сотрудничества с главной ВМРО и стал членом ЦК «объединённой» ВМРО, его деятельностью заинтересовались советские спецслужбы. С того момента Влахов стал агентом ОГПУ, а его связным стал Георгий Димитров. С 1925 по 1944 годы Влахов состоял в Болгарской коммунистической партии, с 1924 по 1932 годы был редактором франкоязычного издания «Федерасьон Балканик», а с 1925 по 1933 годы — газеты объединённой ВМРО «Македонско дело», выходившей в Вене, Берлине и Париже. В 1931 году Коминтерн призвал компартии обсудить вопросы о правах народов на самоопределение и отделение, и тем самым в 1932 году члены ВМРО впервые вынесли вопрос о македонском народе на повестку дня. В 1934 году Коминтерн издал резолюцию, по которой признал македонцев отдельным от болгар народом.
ВМРО начало охоту за своим бывшим активистом, но уничтожить его не получалось. В 1936 году болгарский суд осудил его заочно на 12 с половиной лет лишения свободы по делу объединённой ВМРО, но Влахов успел уехать в СССР, где продолжил деятельность в Коминтерне и устроился научным сотрудником в Международный аграрный институт. НКВД хотело арестовать его как пособника троцкистов, но Георгий Димитров и Васил Коларов добились освобождения Димитара. С 1936 года Влахов сотрудничает с Иосипом Брозом Тито, который проживал в Москве и работал в Балканском секретариате Коминтерна.

### Народно-освободительная война Югославии
Нападение Германии на Югославию и СССР стало серьёзным испытанием для этих стран: Болгария, будучи союзницей Германии, в свою очередь успела присоединить Македонию к своим территориям, развязав руки боевикам из главной ВМРО. В 1941 году в Москве образуется Всеславянский комитет, сооснователем которого и становится Димитар Влахов (под именем Димитрий Влахов) как представитель македонского народа. Возвращение Влахова в Македонию состоялось только в 1944 году. В ноябре 1944 года он был принят в Коммунистическую партию Югославии и вошёл в состав ЦК Коммунистической партии Македонии. Однако поскольку его членство в Болгарской коммунистической партии не было приостановлено, Георгий Димитров пожаловался Тито по этому поводу в письме. Ещё до своего возвращения на Втором заседании Антифашистского вече народного освобождения Югославии Димитар Влахов был избран заместителем, а затем и председателем Президиума Народной скпущины ФНРЮ. В декабре 1944 года его избрали в Президиум Антифашистского собрания по народному освобождению Македонии. 17 января 1945 Влахов был утверждён как член Македонского научного института и вскоре занялся его упразднением.

### После войны и конец жизни
После окончания войны Влахов продолжил занимать высшие партийные должности в новосформированной Народной Республике Македонии, став официально председателем Президиума ФНРЮ. В 1946 году он был в составе югославской делегации на заключении Парижского мирного договора, который позволил Болгарии восстановить свои права и войти в ООН. Спустя несколько лет Влахов совершил поездку в США, где вышел на связь с Македонским народным союзом и призвал его членов возвращаться на родину. С 1946 по 1947 годы он возглавлял Президиум Народного Собрания НР Македонии. В 1948 году выступил в защиту Тито во время его конфликта со Сталиным. Проблем у Влахова прибавилось ещё больше: в 1948 году на заседании ЦК Коммунистической партии Македонии он признал, что заявление объединённой ВМРО о существовании отдельного македонского этноса было серьёзной ошибкой, поскольку почти все жители Македонии говорили на болгарском языке.
В книге «Моменты истории македонского народа» (1950) Влахов предложил ввести единый язык в Югославии путём слияния уже существующих. Фактически он слишком отдалялся от реальной позиции властей — а именно от молодого поколения проюгославски ориентированных коммунистов во главе с Лазаром Колишевским. Влахов продолжил руководить Народным фронтом Македонии и Социалистическим союзом трудового народа Македонии. На Шестом конгрессе КПЮ 1952 года он был избран в Центральную ревизионную комиссию Коммунистической партии, но его здоровье уже не позволяло ему активно участвовать в её деятельности.
Димитар Влахов скончался 7 апреля 1953 в Белграде. Его сын Густав в 1968 году написал книгу «Воспоминания о моём отце».
Награждён Орденом Национального освобождения.